# Pikat
Pikat is een bestuurslaag in het regentschap Klungkung van de provincie Bali, Indonesië. Pikat telt 2605 inwoners (volkstelling 2010).